# Engelbert Humperdinck (cantante)
Engelbert Humperdinck, precedentemente noto come Gerry Dorsey, pseudonimo di Arnold George Dorsey (Madras, 2 maggio 1936), è un cantante, pianista, sassofonista e attore britannico.
Attivo dal 1956, è tra gli artisti con il maggior numero di dischi venduti di sempre, con stime che superano le 150 milioni di copie.
Amico di Elvis Presley e di altri artisti di fama internazionale, Humperdinck nella sua lunga carriera ha collaborato con numerosi cantanti come Willie Nelson, Cliff Richard, Elton John e molti altri. Egli ha svolto parte della sua carriera negli Stati Uniti dove diversi suoi singoli hanno scalato la classifica nazionale.
Vincitore di un Golden Globe, egli è stato inoltre nominato quattro volte ai Grammy Awards ed ha ricevuto decine di dischi d'oro e di platino in tutto il mondo.
Engelbert è specializzato nei repertori di musica pop e easy listening.

## Biografia
Humperdinck ha toccato l'apice della popolarità fra gli anni sessanta e gli anni settanta, dopo che, guarito da una grave forma di tubercolosi, decise di adottare come nome d'arte quello del compositore tedesco Engelbert Humperdinck.
Nato a Chennai, che allora si chiamava Madras, capitale dello Stato del Tamil Nadu nel sud-est dell'India, in una famiglia numerosa (dieci fratelli) da un ufficiale del British Army, Mervyn Dorsey, e dalla moglie Olive, all'età di dieci anni si trasferì con i suoi a Leicester, in Inghilterra. Un anno dopo iniziò a interessarsi alla musica e a imparare a suonare il sassofono.
Nei primi anni cinquanta iniziò a lavorare come apprendista in uno studio di ingegneria, alternando questa attività con il suonare in nightclub. Intorno ai 17 anni fu convinto da amici a partecipare a una gara canora in cui imitava l'attore Jerry Lewis. Dal quel momento venne soprannominato Gerry Dorsey, e così si fece chiamare per una decina di anni circa.
La sua carriera venne interrotta a metà anni cinquanta per il servizio militare nel British Army Royal Corps of Signals.
Nel 1958 ebbe dalla Decca Records l'opportunità di incidere il suo primo singolo, I'll Never Fall in Love Again, che non ebbe particolare successo ma consentì al cantante di essere scritturato dalla casa discografica per i successivi dieci anni, durante i quali avrebbe inciso dischi di maggiore o minore successo.
Contestualmente, Dorsey (questo era ancora il suo nome pubblico) continuò a suonare in nightclubs fino al 1961, quando si ammalò di tubercolosi. Una volta guarito dalla malattia tornò a suonare nei nightclub fino al 1965 quando entrò nel team del manager e amico Gordon Mills, lo stesso che curava a quel tempo gli interessi del cantante Tom Jones.
Nel luglio 1966, Dorsey (che nel frattempo, su consiglio di Mills, aveva assunto il nuovo pseudonimo di Engelbert Humperdinck rifacendosi al compositore tedesco omonimo), registrò il primo successo internazionale partecipando in Belgio assieme ad altri quattro colleghi britannici all'annuale Knokke song contest. In ottobre si esibì poi a Mechelen. In quel periodo, Humperdinck salì ai primi posti nelle classifiche discografiche belghe con il brano inciso sei mesi prima Release Me. La televisione belga registrò un filmato del cantante che eseguiva la canzone Dommage Dommage nel porto di Zeebrugge.
Forte di un nuovo contratto fatto stipulare da Mills con la Decca Records, Humperdinck reincise nel 1967 una nuova cover di Release Me in stile di ballata acustica arricchita da cori. In tale versione il brano raggiunse la Top ten negli Stati Uniti e il primo posto in Gran Bretagna impedendo al 45 giri a doppia facciata A dei Beatles Penny Lane-Strawberry Fields Forever di raggiungere la cima della classifica (che il gruppo non mancava ininterrottamente dal 1963). Rimase per cinquantasei settimane nelle Top 50 single chart.
Sebbene quel 1967 fosse un anno consacrato alla musica psichedelica del nascente flower power sostenuta dai Beatles e negli Stati Uniti dai The Byrds, il successo di un brano pop come Release Me non sorprese più di tanto, considerando il fatto che lo stesso Frank Sinatra aveva raggiunto appena un anno prima la vetta delle classifiche e lo stesso aveva fatto un altro cantante di genere adult contemporary music come Tom Jones. A ogni buon conto, Release Me fu venduta, nel periodo di maggiore popolarità, a una media di 85 000 copie/giorno restando per anni la sua canzone più conosciuta, oltre che uno dei singoli più venduti nel Regno Unito e in assoluto fra i più venduti di tutti i tempi.
A Release Me hanno fatto seguito due altre ballate piazzatesi ai primi posti in classifica, There Goes My Everything e The Last Waltz, che gli fecero acquisire una fama da crooner che lui peraltro non sempre apprezzò. In un'intervista a Rick Sherwood del The Hollywood Reporter, disse: «Se non sei un vero crooner, non puoi desiderare di essere definito tale.» Convinto di non avere la stoffa del crooner, era consapevole di essere semplicemente un buon cantante del suo tempo, con un proprio stile definito.
Altre sue canzoni di successo sono in seguito state Am I That Easy to Forget, A Man Without Love, From Here To Eternity, Les Bicyclettes de Belsize, The Way It Used To Be, A Place In The Sun, I'm A Better Man e Winter World of Love, tutte distribuite prima che gli anni sessanta declinassero nei settanta.
Nel decennio successivo il cantante ha pubblicato diversi album di successo: The Last Waltz, The Way It Used To Be, A Man Without Love e l'eponimo Engelbert Humperdinck. Soprattutto due canzoni incise negli Stati Uniti, fra il 1976 e il 1978, lo riportarono in auge: la prima fu After the Lovin' che raggiunse la prima posizione in Nuova Zelanda, la settima in Canada e l'ottava nella Billboard Hot 100 e un paio d'anni dopo, This moment in Time.

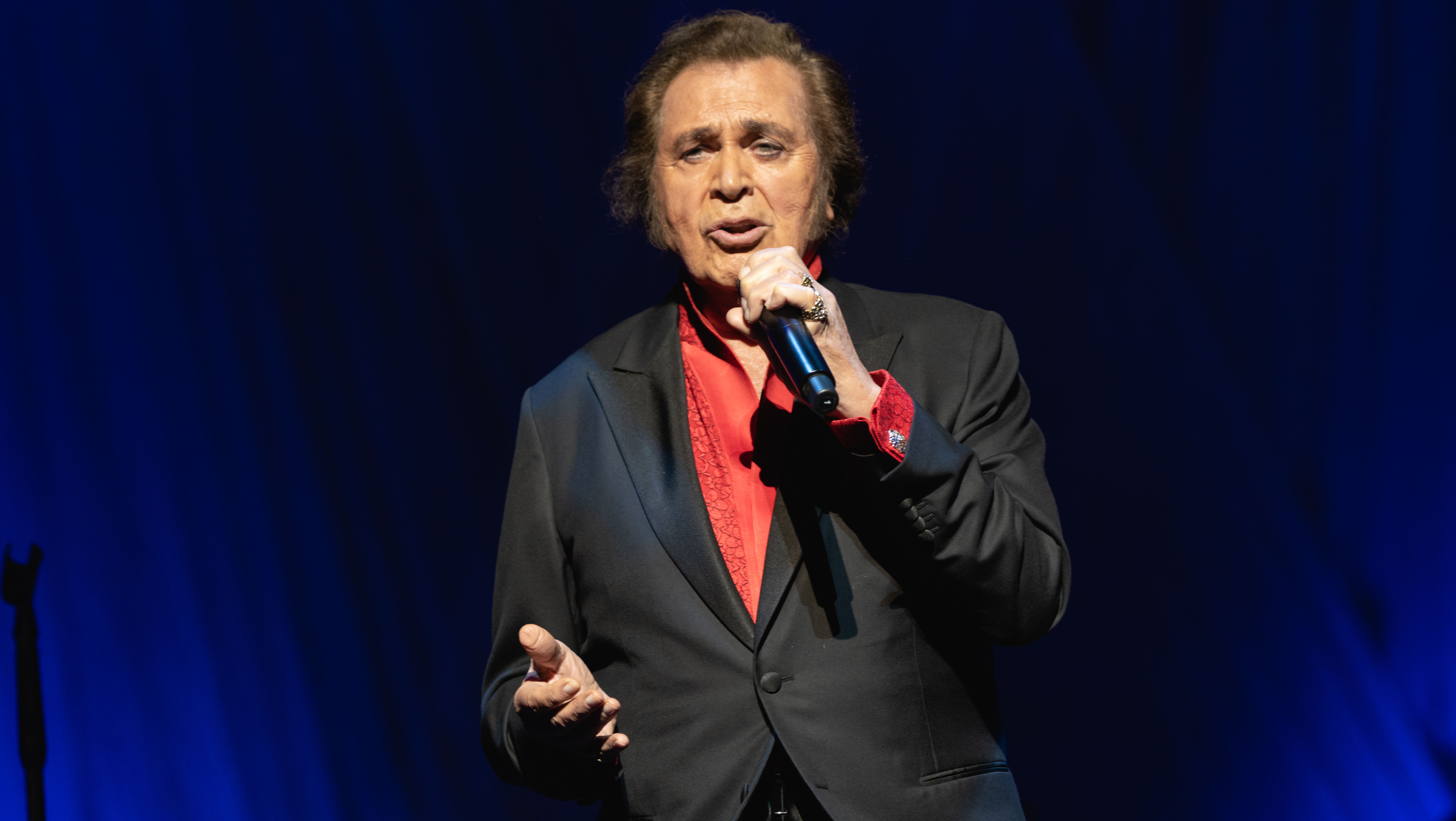
Engelbert Humperdinck nel 2022

Meno fortuna ha avuto con la televisione: un suo programma di scarso successo, The Engelbert Humperdinck Show, tra il 1969 ed il 1970, fu interrotto dopo sei mesi di trasmissione. Sempre per la tv è apparso come guest star in un episodio della serie televisiva Love Boat (1983) e in uno di Weeds.
Nel 2012 ha rappresentato il Regno Unito al 57º Eurovision Song Contest, presentando la canzone Love Will Set You Free, che si è piazzata però al penultimo posto. Per nulla scoraggiato, ha continuato a incidere dischi e ad andare in tournée.

## Vita privata
È rimasto legato al suo paese di origine, l'Inghilterra, e negli anni ottanta ha abitato per qualche tempo in un cottage a Forest Row, nell'East Sussex. 
Cattolico praticante, ha avuto quattro figli: Louise, Jason, Scott e Bradley, nati dal matrimonio con Patricia, divenuta sua moglie nel 1964 e morta nel 2021 per complicazioni da COVID-19; negli ultimi tempi la donna era anche affetta dalla malattia di Alzheimer.

## Stile
Engelbert possiede una voce baritonale riconoscibile e vellutata, caratteristiche che lo hanno reso uno dei più noti interpreti di brani romantici e passionali.
Lo stile easygoing del canto, che ne faceva il classico interprete confidenziale, assieme al look casual e al portamento distinto, che risultava enfatizzato in rapporto a quello maggiormente hard di artisti coevi come ad esempio Tom Jones, hanno garantito nel tempo a Humperdinck un largo seguito specialmente fra il pubblico maturo femminile.

## Premi e onorificenze

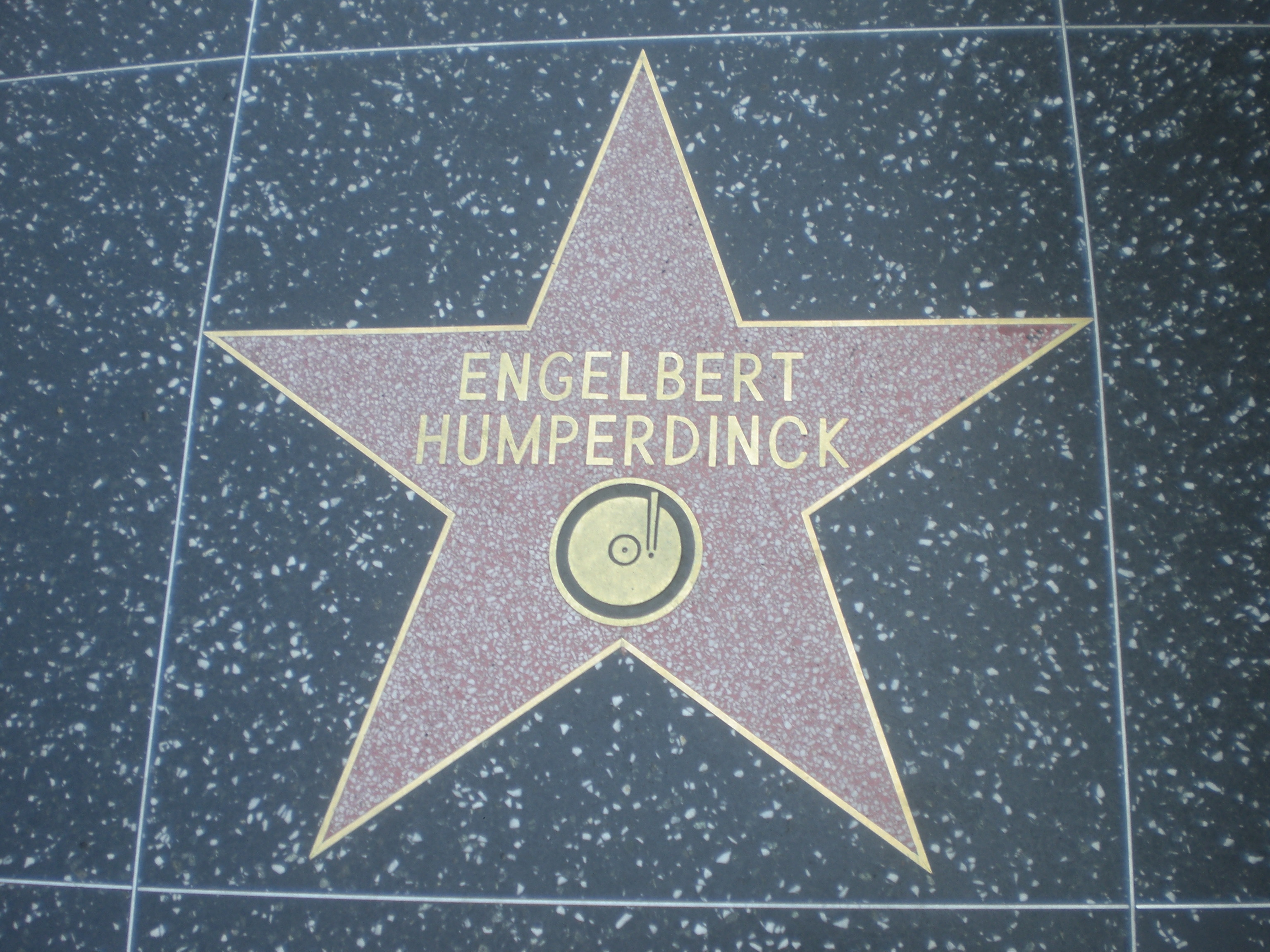
Engelbert Humperdinck sulla Walk of Fame

- Il suo nome è iscritto fra quello delle celebrità della Hollywood Walk of Fame al 7000 Hollywood Blvd.[7]
- Gli è stata dedicata una statua nel museo delle cere di Madame Tussauds a Las Vegas.
- Nel 2006, l'Università di Leicester ha conferito una laurea honoris causa in musica.
- Il 25 febbraio 2009 la città di Leicester gli ha conferito la Honorary Freedom of Leicester.
- Nel 2010 gli è stata dedicata una placca sulla Leicester Walk of Fame.

## Discografia

### Album in studio
- 1967 - Release Me
- 1967 - The Last Waltz
- 1968 - A Man Without Love
- 1969 - Engelbert
- 1969 - Engelbert Humperdinck
- 1970 - We Made It Happen
- 1971 - Sweetheart
- 1971 - Another Time, Another Place
- 1972 - In Time
- 1973 - King of Hearts
- 1973 - My Love
- 1976 - After the Lovin'
- 1977 - Miracles
- 1977 - Christmas Tyme
- 1978 - Last of the Romantics
- 1979 - This Moment in Time
- 1980 - A Merry Christmas with Engelbert Humperdinck
- 1981 - Don't You Love Me Anymore?
- 1983 - You and Your Lover
- 1985 - A Lovely Way to Spend an Evening
- 1986 - Träumen mit Engelbert / With Love
- 1988 - In Liebe / Natural Love
- 1989 - Ich Denk An Dich
- 1990 - Zärtlichkeiten
- 1992 - Hello Out There (con la Royal Philharmonic Orchestra)
- 1993 - Yours / Quiereme Mucho
- 1994 - Christmas Eve (con James Last)
- 1996 - After Dark
- 1999 - The Dance Album
- 2003 - Definition of Love
- 2003 - Always Hear the Harmony: The Gospel Sessions
- 2005 - Let There Be Love
- 2006 - Totally Amazing
- 2010 - Released
- 2014 - Engelbert Calling
- 2015 - Runaway Country
- 2017 - The Man I Want to Be
- 2018 - Warmest Christmas Wishes
- 2023 - All About Love

### Album dal vivo
- 1971 - Live at The Riviera, Las Vegas
- 1975 - Live in Japan
- 1980 - All of Me / Live in Concert
- 1998 - Live / The Best Of (Live At The Royal Albert Hall)
- 2003 - Engelbert Humperdinck Live

### Singoli
- 1966 - Dommage Dommage/When I Say Goodnight
- 1967 - Release Me (and Let Me Love Again)/Ten Guitars
- 1967 - There Goes My Everything/You Love
- 1967 - The Last Waltz/That Promise
- 1968 - Am I That Easy to Forget/Pretty Ribbon
- 1968 - A Man Without Love (Quando m'innamoro)/Call On Me
- 1968 - Les bicyclette de Belsize/Three Little Words (I Love You)
- 1969 - The Way I Used to Be/A Good Thing Going
- 1969 - I'm a Better Man/Cafe (Cosa hai messo nel caffè)
- 1969 - Winter World of Love/Take My Heart
- 1970 - My Marie/Our Song (La Paloma)
- 1970 - Sweetheart/Born to Be Wanted
- 1971 - Santa Lija (Sogno d'amore)/Stranger Step Into My World
- 1971 - When There's No You/Stranger Step Into My World
- 1971 - Another Time, Another Place/Morning
- 1971 - Another Time, Another Place/You're the Window of My World
- 1972 - Too Beautiful to Last/A Hundred Times a Day
- 1972 - In Time/How Does It Feel
- 1972 - I Never Said Goodbye/Time After Time
- 1973 - I'm Leavin' You/Time After Time
- 1973 - I'm Leavin' You/My Summer Song
- 1973 - Love Is All/Lady of the Night
- 1974 - Free as the Wind/My Friend the Wind
- 1974 - Catch Me, I'm Falling/Love, Oh Precious Love
- 1975 - Forever and Ever (and Ever)/Precious love
- 1975 - This Is What You Mean to Me/A World Without Music
- 1976 - After the Lovin/Let's Remember the Good Times
- 1977 - I Believe in Miracles/Goodbye My Friend
- 1977 - Lover's Holiday/Look at Me
- 1978 - Last of the Romantics/I Have Paid the Toll
- 1978 - Love's in Need of Love Today/Sweet Marjorene
- 1978 - This Moment in Time/And the Day Begins
- 1979 - Can't Help Falling in Love/You Know Me
- 1979 - A Much, Much Greater Love/Lovin' You Too Long
- 1980 - Love's Only Love/Burning Embers
- 1981 - Don't You Love Me Anymore/Till I Get It Right
- 1983 - Till You and Your Lover Are Lovers Again/What Will I Write
- 1988 - Nothing's Gonna Change My Love for You/Under the Man in the Moon
- 1989 - Red Roses for My Lady/Angel Love
- 1996 - Lesbian Seagull
- 1998 - Quando quando quando
- 2000 - How to Win Your Love
- 2002 - Once in a While
- 2010 - Tell Me Where It Hurts
- 2012 - Love Will Set You Free